# ناوچه ساعر ۵
| اسرائیل ·            | اسرائیل · |
| -------------------- | --- |
| Sa'ar 5              | |
| اطلاعات کلی          | |
| نوع کشتی             | ناوچه سبک |
| کلاس                 | ساعر ۵ |
| کشور سازنده          | اسرائیل |
| ساخت کارخانه         | نورثروپ گرومن                                                                                                 |
| مشخصات               | |
| طول کشتی             | ۸۵٫۶۴ متر |
| پهنای بدنه           | ۱۱٫۸۸ متر |
| بارگیری استاندارد    | ۱٬۰۷۵ تن |
| حداکثر ظرفیت بارگیری | ۱٬۲۲۷ تن |
| نوع موتور            | • ترکیبی دیزل و توربین گاز • ۲ موتور دیزلی ام‌تی‌یو وی۱۲ 1163 TB82 • یک موتور توربین گاز جنرال الکتریک ال‌ام۲۵۰۰ |
| ضخامت زره دور کشتی   | فولاد و آلومینیوم                                                                                             |
| سرعت                 | ۲۰ گره دریایی (۳۷ کیلومتر بر ساعت) (با موتور دیزلی) ۳۳ گره دریایی (۶۱ کیلومتر بر ساعت) (با توربین گازی)       |
| برد عملیاتی          | ۳٬۵۰۰ مایل دریایی (۶٬۵۰۰ کیلومتر)                                                                             |
| جنگ‌افزارها           | |
| توپخانه              | سامانه دفاع نزدیک دریایی فالانکس ۶ تیوب اژدر ۳۲۴ م‌م مارک ۴۶                                                   |
| سیستم موشکی          | ۸ موشک ضد کشتی هارپون مدل پی‌ام‌جی-۸۴                                                                           |
| رادار                | رادار جستجوی هوایی Elta EL/M-2218S رادار کنترل آتش Elta EL/M-2221 سونار EDO 796 سونار آرایه‌ای یدکی رافائل     |
| موشک دفاع هوایی      | ۶۴ موشک سطح به هوای باراک                                                                                     |
| جنگ الکترونیک        | تله Argon ST AN/SLQ-25 Nixie پرتاب کننده راکت چف Elbit Rafael RF corner reflector Elisra NS-9003A/9005 RWR    |
| هواگردهای قابل حمل   | یوروکوپتر پانتر هلیکوپتر بدون سرنشین                                                                          |
| سرنوشت               | |

ساعر ۵ کلاسی از ناوچه‌های سبک نیروی دریایی اسرائیل است که برپایه تجربیات و آموخته‌ها از شناورهای ساعر کلاس ۴٫۵ طراحی شده‌است. سه شناور ساعر ۵ توسط سیستم‌های کشتی نورثروپ گرومن و براساس طرح‌های اسرائیل برای نیروی دریایی آن کشور ساخته شده‌است.
سه شناور از کلاس مذکور ساخته شده و در خدمت نیروی دریایی اسرائیل می‌باشند. این شناورها بزرگ‌ترین کشتی‌های جنگی در ناوگان دریایی اسرائیل هستند. اگرچه آن‌ها با توجه به اندازه کوچک و پرسنل ۷۱ نفری آن‌ها به عنوان ناوچه سبک نام‌گذاری شده‌اند ولی تسلیحات و سرعت آن‌ها قابل مقایسه با یک ناوچه است. شناورهای این کلاس با تجهیزات سونار، اژدر، پرتاب‌کننده موشک، قابلیت‌های جنگ الکترونیک و فریب، توپ دفاع نزدیک، پد و آشیانه هلیکوپتر تجهیز شده‌اند.
اولین شناور از این کلاس با نام INS Eilat در فوریه ۱۹۹۳، به دنبال آن دو شناور دیگر با نام‌های INS Lahav در اوت ۱۹۹۳ و INS Hanit در مارس ۱۹۹۴ به آب انداخته شدند.

## سابقه رزمی
در طول جنگ لبنان در سال ۲۰۰۶، حزب‌الله جهت خارج کردن بیروت از محاصره دریایی اسرائیل شناور INS Hanit را با استفاده موشک نور تولید ایران مورد حمله قرار داد. در اثر اصابت و انفجار موشک شلیک شده توسط حزب‌الله پد فرود فروریخته و آتش آن را فرا گرفت و خطر آن می‌رفت که شعله‌های آتش به سوختی که در زیر پد فرود جهت حمل و نقل هوایی ذخیره شده بود سرایت کند و باعث انفجار آن گردد، شعله‌های آتش به‌طور کامل تا چند ساعت بعد خاموش نشد. کشتی مذکور دچار آسیب‌هایی شد اما شناور باقی ماند و خود را از خط آتش خارج ساخت و توانست خود بدون کمک (یدک کشیدن)، مابقی سفر برگشت به سمت بندر اشدود را جهت تعمیرات طی کند. پس از گذشت سه هفته کشتی تعمیر شده و نقش رزمی خود را از سر گرفته‌است. در این حمله چهار ملوان IDF کشته شدند.

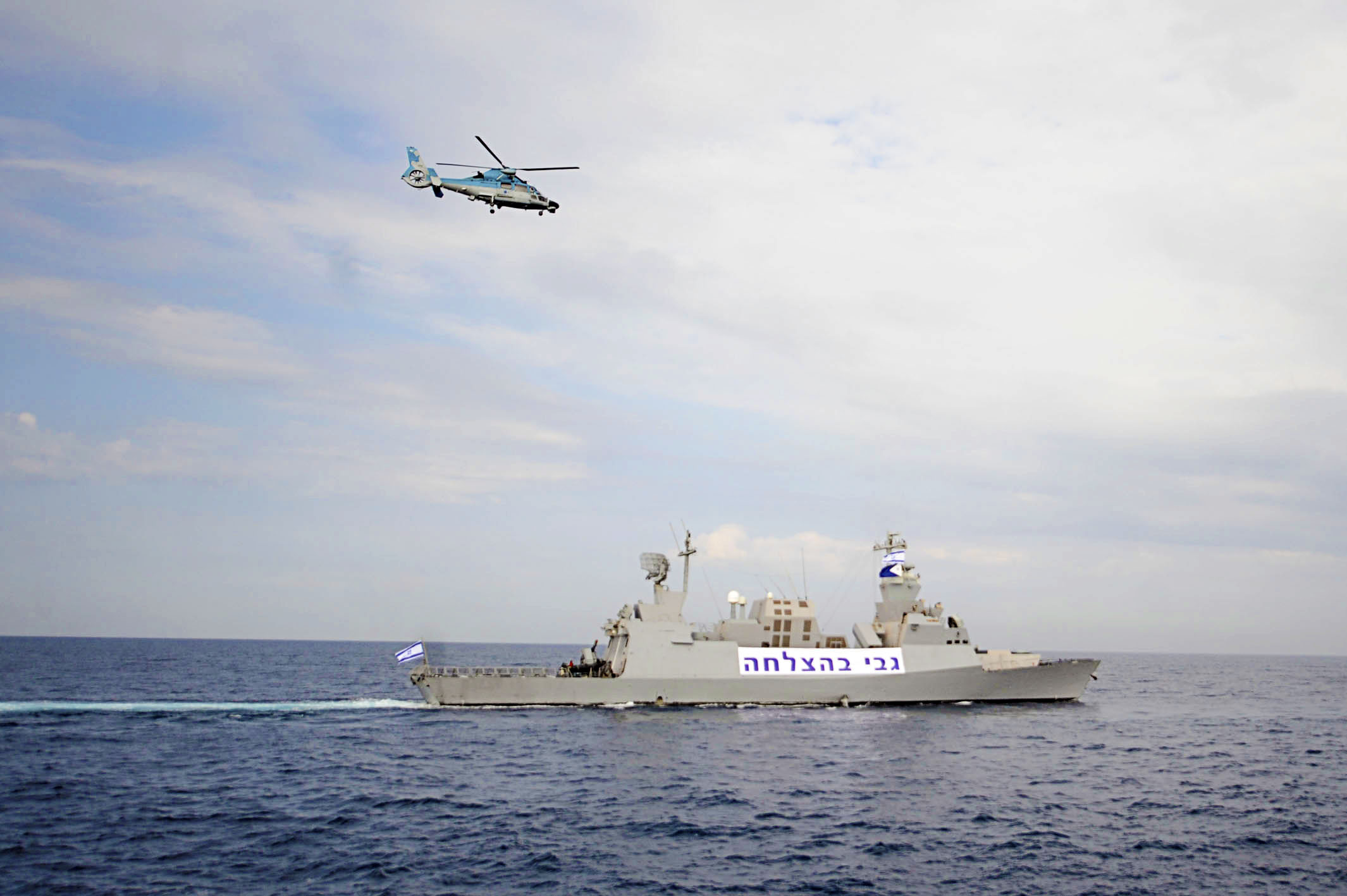
یوروکوپتر آاس ۵۶۵، هلیکوپتر استفاده شده در ناوچه کلاس ساعر ۵

تحقیقات صورت گرفته توسط نیروی دریایی اسرائیل دربارهٔ این حادثه بدین نتیجه رسید که در واقع موشک سی-۸۰۲ به یک جرثقیل در عقب کشتی اصابت کرده‌است. سیستم رادار کشتی در آن زمان در عملکرد کامل خود نبوده و هر دو سیستم ECM و ضد موشک باراک در دو دقیقه حالت Stand by بوده‌است. یکی از افسران کشتی بدون اطلاع ناخدا یک ساعت قبل از حمله دستور داده بود تا سیستم دفاع ضد موشکی خاموش شود. این تصمیم با توجه به ارزیابی اطلاعاتی صورت گرفته بود، که حزب‌الله لبنان توانایی حمله به شناورهای جنگی اسرائیل را ندارد. همچنین نقصی در رادار کشتی کشف شده بود اما پرسنل کشتی ناخدا را از آن مطلع نکرده بودند.
در تاریخ ۳۱ می ۲۰۱۰، شناورهای INS Lahav و INS Hanit به همراه یک قایق موشک‌انداز در حمله به کاروان کشتی‌هایی که قصد داشتند محاصره نوار غزه را نقض کنند (کاروان آزادی) شرکت داشتند.
در تاریخ ۱۷ می ۲۰۲۱ یک شناور این کلاس به وسیلهٔ یک راکت محور مقاومت مورد هدف قرار می‌گیرد

## کشتی‌ها
سه کشتی از کلاس ساعر ۵ ساخته شده‌اند :

INS Eilat
INS Lahav
INS Hanit